# Adolf Bickel

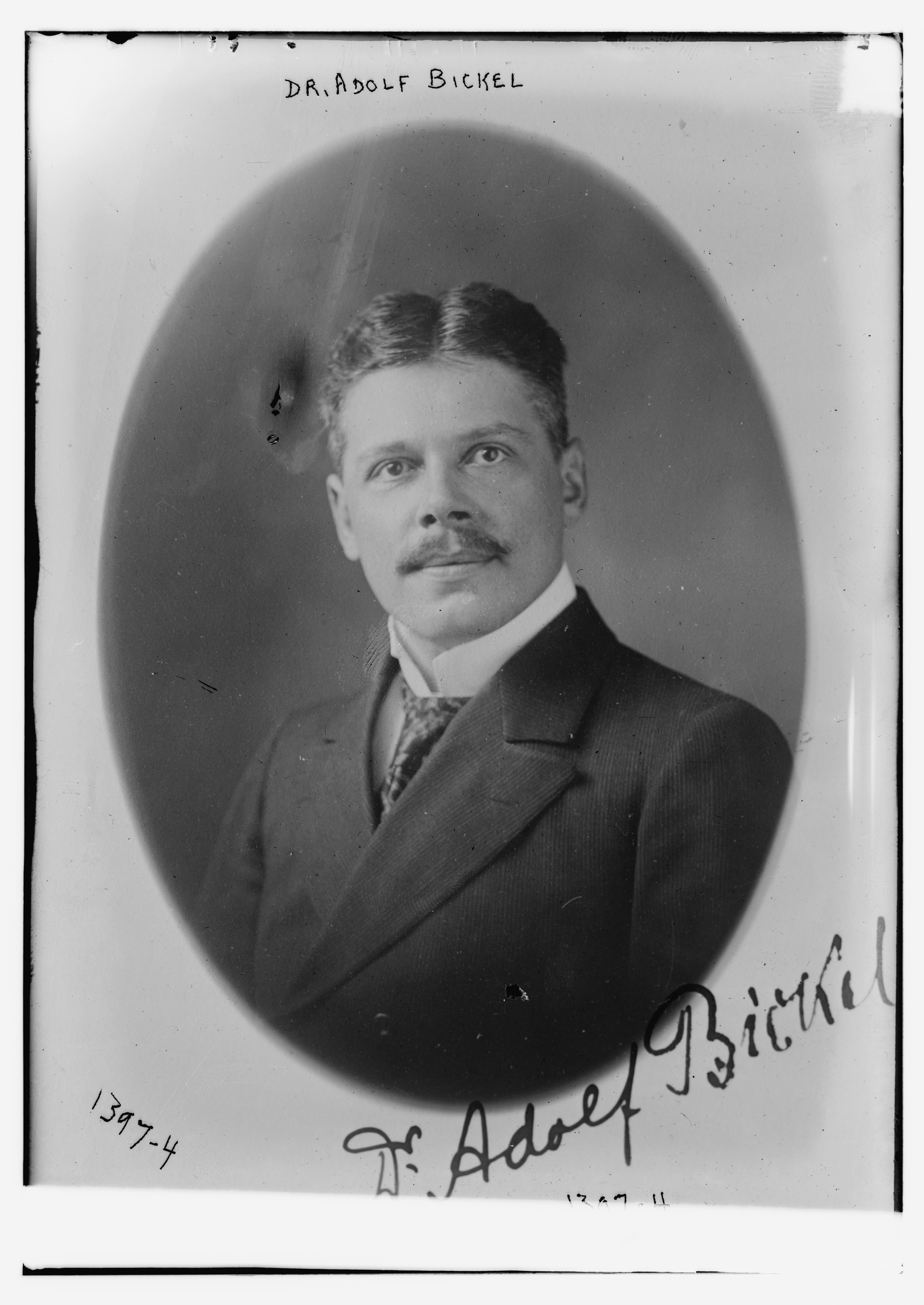
Adolf Bickel, vor 1901

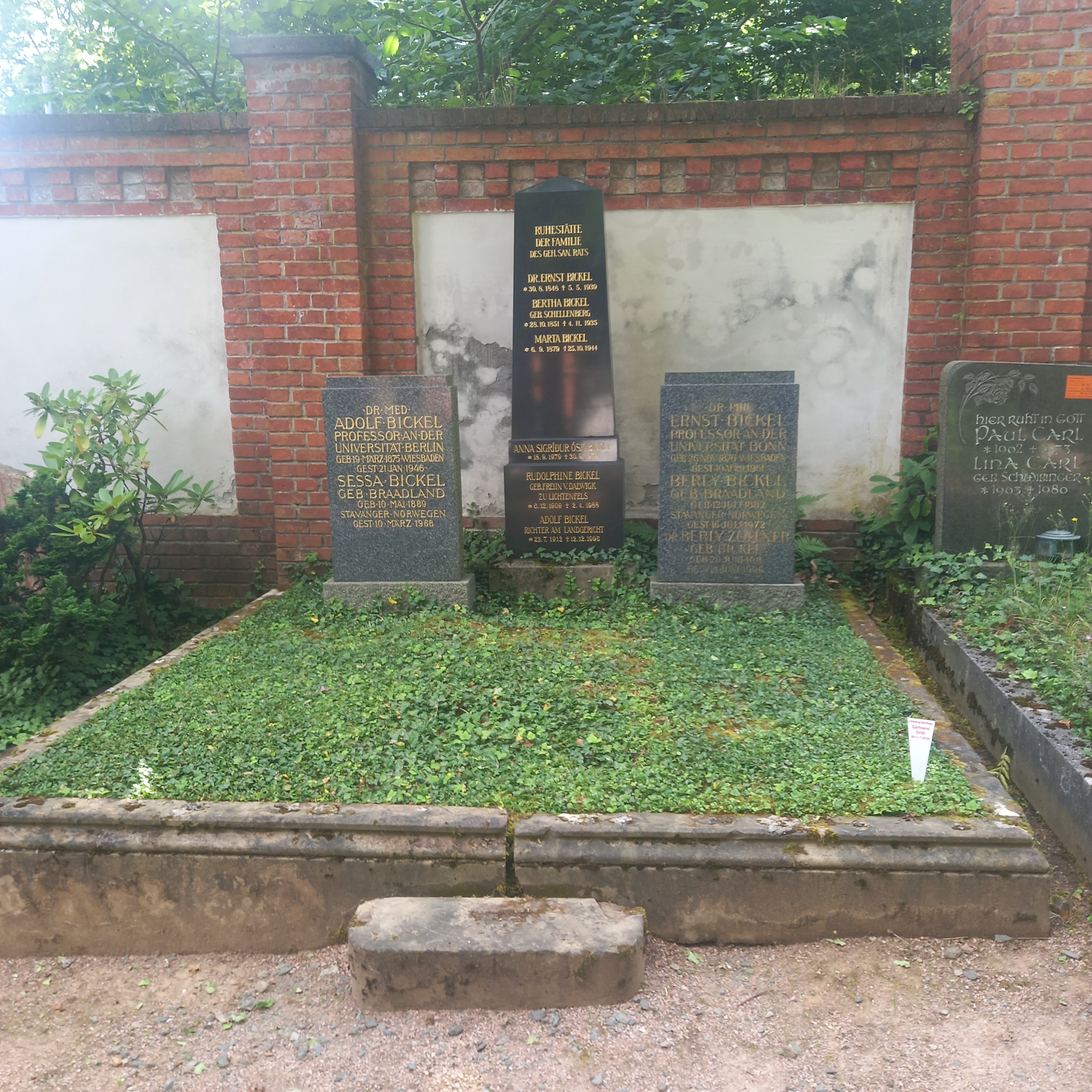
Das Grab von Adolf Bickel und seiner Ehefrau Sessa geborene Braadland im Familiengrab auf dem Nordfriedhof (Wiesbaden)

Adolf Bickel (* 19. März 1875 in Wiesbaden; † 21. Januar 1946 in Wangen) war ein deutscher Arzt und Physiologe. Er wirkte von 1906 bis 1940 als Professor für experimentell-pathologische Physiologie an der Universität Berlin.

## Leben
Adolf Bickel wurde 1875 in Wiesbaden geboren und absolvierte ein Studium der Medizin an den Universitäten Oxford, Straßburg, Genf sowie an der Universität Bonn, an der er 1898 die Promotion erlangte. Während seines Studiums wurde er Mitglied der Akademisch-Musikalischen Verbindung Alt-Straßburg Freiburg (im Sondershäuser Verband). Nach Tätigkeiten als Assistent in Straßburg, Göttingen und Berlin wurde er 1901 an der Universität Göttingen für das Fachgebiet Innere Medizin habilitiert.
Von 1904 bis 1932 fungierte er als Leiter der experimentell-biologischen Abteilung am Institut für Pathologie der Berliner Charité sowie von 1906 bis 1940 als außerordentlicher Professor für experimentell-pathologische Physiologie an der Universität Berlin. Damit war er in Deutschland der erste Professor mit einem Lehrauftrag für das Fachgebiet Pathophysiologie.
Adolf Bickel starb 1946 in Wangen am Bodensee. Sein jüngerer Bruder Ernst Bickel war Professor für Klassische Philologie.

## Wissenschaftliches Wirken
Schwerpunkte der Forschung von Adolf Bickel waren die Neuroregulation der Bewegung, die physiologischen Grundlagen der Verdauung, die Strahlenbiologie sowie die Ernährungsphysiologie und Vitaminforschung. Zu seinen Schülern zählte unter anderem der Diabetologe Gerhardt Katsch, der 1912 bei Bickel mit einer Arbeit zur Bewegung des Magens promovierte.

## Veröffentlichungen (Auswahl)
- Über die Entwicklung der Pathologischen Physiologie und ihre Stellung zur klinischen Medizin. Stuttgart 1904.
- Wie studiert man Medizin? Ratschläge und Erwägungen aus der Hochschul- und ärztlichen Praxis. Stuttgart 1906; 5. Auflage 1921.
- Chirurgische Technik zur normalen und pathologischen Physiologie des Verdauungsapparates. Berlin 1912.
- Naturgemässe Ernährung und Eiweissstoffwechsel. Leipzig 1935.